# کیپاما
کیپاما (انگلیسی: Quípama) یک منطقه مسکونی در کشور کلمبیا است.